# Ariel Galeano
Ariel Sebastián Galeano Arce (Asunción, Paraguay, 7 de septiembre de 1996) es un entrenador de fútbol paraguayo. Actualmente sin club.

## Trayectoria

### Inicios
Galeano inició su carrera como entrenador siendo asistente técnico en Sol de América, Sportivo Trinidense, Deportivo Liberación y River Plate.El 9 de junio de 2019, le llegó su primera oportunidad al frente del Fulgencio Yegros y reemplazó a Ricardo Torressi en el cargo.Sin embargo, en el mes de septiembre, fue relevado de sus funciones.
El 7 de diciembre de 2020, fue nombrado entrenador interino de River Plate para lo que restaba de año, en sustitución de Carlos Aitor García.
De cara a la temporada 2021, Galeano fue anunciado como técnico de 2 de Mayo.No obstante, el 26 de mayo del mismo año, el club comunicó que dejaría su cargo.

### Libertad
En enero de 2022, Galeano se incorporó a Libertad como técnico de las inferiores. El 21 de septiembre de 2023 asumió al frente del primer equipo hasta fin de año, luego de que Daniel Garnero se hiciera cargo de la selección de Paraguay.En el mes de noviembre, con 27 años, se convirtió en el entrenador más joven en ser campeón del fútbol paraguayo tras obtener el Torneo Clausura 2023.
En diciembre de 2023, el presidente Rubén Di Tore lo ratificó en el cargo para la temporada 2024 después de los buenos resultados obtenidos.En junio de 2024, conquistó el Torneo Apertura 2024 tras vencer a Olimpia por 3-1 en la última jornada.El 20 de agosto, fue relevado de sus funciones luego de una serie de malos resultados.

### PAS Giannina
En octubre de 2024, fue anunciado como entrenador del PAS Giannina.El 6 de febrero de 2025, su contrato fue rescindido de "mutuo acuerdo" por la directiva del club.

### ŁKS Lodz
El 25 de febrero de 2025, asumió al frente del ŁKS Lodz.

## Estadísticas como entrenador
| Equipo                | Div.                | Temporada           | Liga  | Liga | Liga | Liga | Liga |       | Copa | Copa | Copa | Copa  |   | Internacional | Internacional | Internacional | Internacional | Internacional |   | Otros | Otros | Otros | Otros |    | Totales     | Totales | Totales | Totales | Totales | Totales | Totales | Totales |
| Equipo                | Div.                | Temporada           | Part. | G    | E    | P    | Pos. | Part. | G    | E    | P    | Part. | G | E             | P             | Pos.          | Part.         | G             | E | P     | Part. | G     | E     | P  | Rendimiento | GF      | GC      | Dif.    |         |         |         |         |
| --------------------- | ------------------- | ------------------- | ----- | ---- | ---- | ---- | ---- | ----- | ---- | ---- | ---- | ----- | - | ------------- | ------------- | ------------- | ------------- | ------------- | - | ----- | ----- | ----- | ----- | -- | ----------- | ------- | ------- | ------- | ------- | ------- | ------- | ------- |
| 2 de Mayo Paraguay    | 1.ª                 | C-2020              | 2     | 0    | 2    | 0    | Int. | -     | -    | -    | -    | -     | - | -             | -             | -             | -             | -             | - | -     | 2     | 0     | 2     | 0  | 33.33%      | 1       | 1       | +0      |         |         |         |         |
| 2 de Mayo Paraguay    | Total               | Total               | 2     | 0    | 2    | 0    | -    | -     | -    | -    | -    | -     | - | -             | -             | -             | -             | -             | - | -     | 2     | 0     | 2     | 0  | 33.33%      | 1       | 1       | +0      |         |         |         |         |
| Libertad Paraguay     | 1.ª                 | C-2023              | 12    | 7    | 4    | 1    | 1.º  | 3     | 2    | 1    | 0    | -     | - | -             | -             | -             | -             | -             | - | -     | 15    | 9     | 5     | 1  | 71.11%      | 33      | 11      | +22     |         |         |         |         |
| Libertad Paraguay     | 1.ª                 | A-2024              | 22    | 14   | 6    | 2    | 1.º  | -     | -    | -    | -    | 6     | 2 | 1             | 3             | FG            | -             | -             | - | -     | 28    | 16    | 7     | 5  | 65.47%      | 49      | 24      | +25     |         |         |         |         |
| Libertad Paraguay     | 1.ª                 | C-2024              | 6     | 1    | 3    | 2    | Inc. | -     | -    | -    | -    | 3     | 1 | 2             | 0             | Inc.          | -             | -             | - | -     | 9     | 2     | 5     | 2  | 40.74%      | 11      | 12      | -1      |         |         |         |         |
| Libertad Paraguay     | Total               | Total               | 40    | 22   | 13   | 5    | -    | 3     | 2    | 1    | 0    | 9     | 3 | 3             | 3             | -             | -             | -             | - | -     | 52    | 27    | 17    | 8  | 62.82%      | 93      | 47      | +46     |         |         |         |         |
| PAS Giannina · Grecia | 2.ª                 | 2024-25             | 12    | 5    | 6    | 1    | Inc. | -     | -    | -    | -    | -     | - | -             | -             | -             | -             | -             | - | -     | 12    | 5     | 6     | 1  | 58.34%      | 17      | 12      | +5      |         |         |         |         |
| PAS Giannina · Grecia | Total               | Total               | 12    | 5    | 6    | 1    | -    | -     | -    | -    | -    | -     | - | -             | -             | -             | -             | -             | - | -     | 12    | 5     | 6     | 1  | 58.34%      | 17      | 12      | +5      |         |         |         |         |
| ŁKS Łódź · Polonia    | 2.ª                 | 2024-25             | 8     | 2    | 2    | 4    | Inc. | -     | -    | -    | -    | -     | - | -             | -             | -             | -             | -             | - | -     | 8     | 2     | 2     | 4  | 33.33%      | 9       | 13      | -4      |         |         |         |         |
| ŁKS Łódź · Polonia    | Total               | Total               | 8     | 2    | 2    | 4    | -    | -     | -    | -    | -    | -     | - | -             | -             | -             | -             | -             | - | -     | 8     | 2     | 2     | 4  | 33.33%      | 9       | 13      | -4      |         |         |         |         |
| Total en su carrera   | Total en su carrera | Total en su carrera | 62    | 29   | 23   | 10   | -    | 3     | 2    | 1    | 0    | 9     | 3 | 3             | 3             | -             | -             | -             | - | -     | 74    | 34    | 27    | 13 | 58.11%      | 120     | 73      | +47     |         |         |         |         |
| 1. 2.                 |                     |                     |       |      |      |      |      |       |      |      |      |       |   |               |               |               |               |               |   |       |       |       |       |    |             |         |         |         |         |         |         |         |

#### Resumen por competiciones
| Competición                  | Partidos | Ganados | Empatados | Perdidos | %      | Resultado        |
| ---------------------------- | -------- | ------- | --------- | -------- | ------ | ---------------- |
| Primera División de Paraguay | 42       | 22      | 15        | 5        | 64.28% | Campeón          |
| Copa Paraguay                | 3        | 2       | 1         | 0        | 77.78% | Campeón          |
| Segunda Superliga de Grecia  | 12       | 5       | 6         | 1        | 58.34% | 3.er lugar       |
| I Liga de Polonia            | 8        | 2       | 2         | 4        | 33.33% | 11.º lugar       |
| Copa Libertadores            | 6        | 2       | 1         | 3        | 38.89% | Fase de grupos   |
| Copa Sudamericana            | 3        | 1       | 2         | 0        | 55.55% | Octavos de final |
| TOTAL                        | 74       | 34      | 27        | 13       | 58.11% | 3 Títulos        |

## Palmarés

### Como entrenador

#### Campeonatos nacionales
| Título                       | Equipo        | País     | Año    |
| ---------------------------- | ------------- | -------- | ------ |
| Primera División de Paraguay | Club Libertad | Paraguay | C-2023 |
| Copa Paraguay                | Club Libertad | Paraguay | 2023   |
| Supercopa de Paraguay        | Club Libertad | Paraguay | 2023   |
| Primera División de Paraguay | Club Libertad | Paraguay | A-2024 |